# Europarlamentari pentru Irlanda 2004-2009
This is a list of the 13 Europarlamentari for the Republic of Irelanda elected in the 2004 Alegeri pentru Parlamentul Europeans.
They serve in the 2004 to 2009 sesiunea.
See: Alegeri pentru Parlamentul European, 2004 (Irelanda) for a listă ordonată după constituency.

## A
- Liam Aylward (East) (Uniunea pentru Europa Națiunilor)

## C
- Simon Coveney (South) (Partidul Popular European)
- Brian Crowley (South) (Uniunea pentru Europa Națiunilor)

## D
- Proinsias De Rossa (Dublin) (Partidul Socialiștilor Europeni)
- Avril Doyle (East) (Partidul Popular European)

## H
- Marian Harkin (North-West) (Alianța Liberalilor și Democraților pentru Europa)
- Jim Higgins (North-West) (Partidul Popular European)

## M
- Mary Lou McDonald (Dublin) (Stânga Unită Europeană - Stânga Verde Nordică)
- Mairéad McGuinness (East) (Partidul Popular European)
- Gay Mitchell (Dublin) (Partidul Popular European)

### O
- Seán Ó Neachtain (North-West) (Uniunea pentru Europa Națiunilor)

## R
- Eoin Ryan (Dublin) (Uniunea pentru Europa Națiunilor)

## S
- Kathy Sinnott (South) (Independență și Democrație)